# Keokuk–Hamilton Bridge
Die Keokuk–Hamilton Bridge ist eine vierspurige Straßenbrücke über den Mississippi River zwischen Keokuk, Iowa, und Hamilton, Illinois. Sie übernahm mit ihrer Fertigstellung 1985 den U.S. Highway 136, der bis dahin über die benachbarte Keokuk Municipal Bridge verlief, eine kombinierte Eisenbahn- und Straßenbrücke aus dem Jahr 1916. Beide Brücken liegen flussabwärts hinter dem Lock and Dam No. 19, eine von 29 Staustufen am Oberlauf des Flusses.

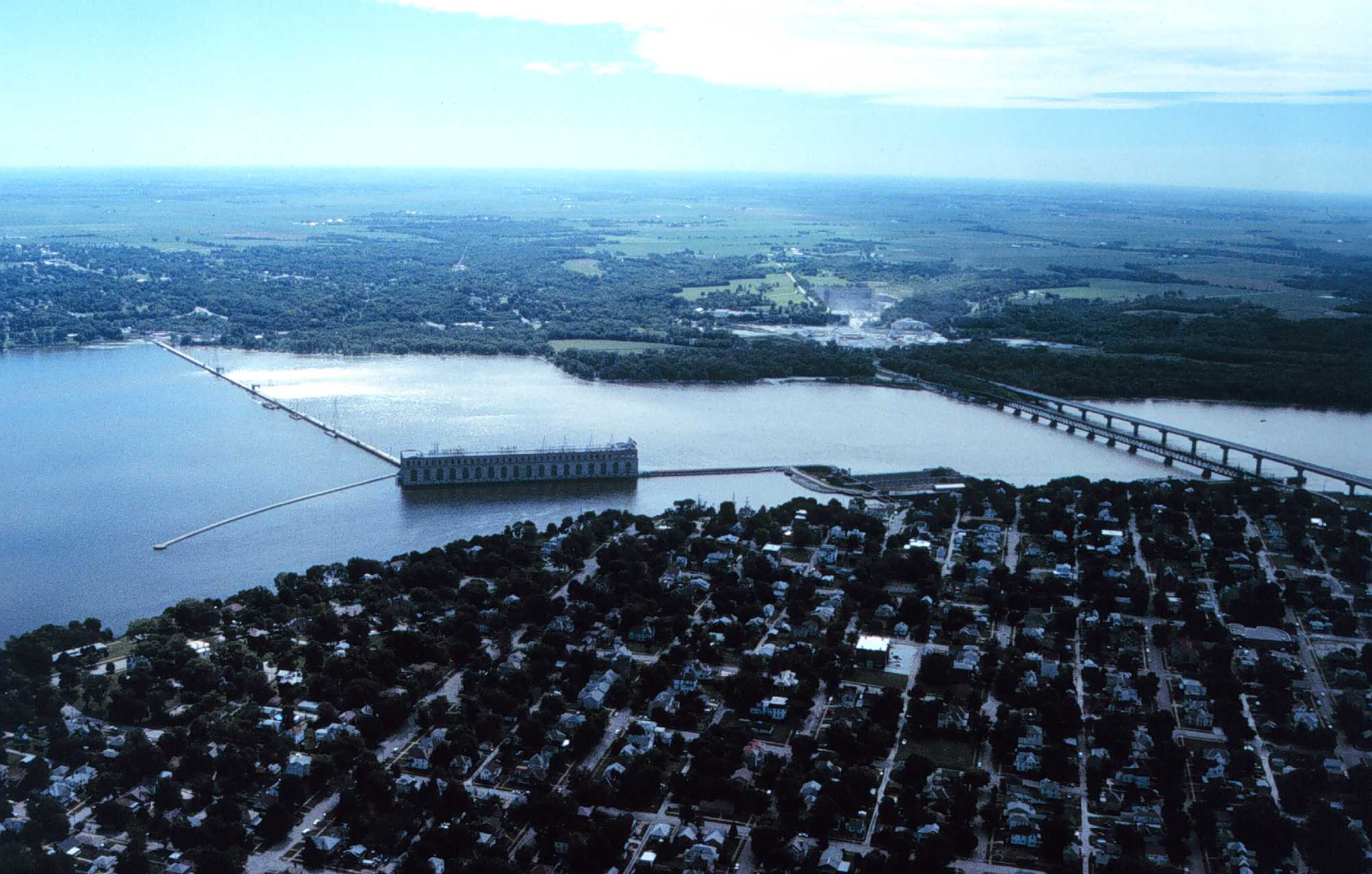
Links Lock and Dam No. 19 mit Staumauer und Laufwasserkraftwerk (1913), nach rechts flussabwärts folgend die Keokuk Municipal Bridge (1916) und die Keokuk–Hamilton Bridge (1985).

Die erste Straßenverbindung zwischen Keokuk und Hamilton bestand über die 1871 eröffnete erste Keokuk & Hamilton Bridge. Die als Fachwerkbrücke ausgeführte Eisenbahnbrücke konnte auch von Fuhrwerken und Fußgängern benutzt werden, wozu Holzplanken beidseitig neben dem Gleis angebracht waren. Mit der Entwicklung und stetigen Zunahme des Automobilverkehrs Anfang des 20. Jahrhunderts war die abwechselnde Benutzung mit dem Eisenbahnverkehr nicht mehr ausreichend. Bis 1916 wurde die schmiedeeiserne Brücke durch eine Fachwerkbrücke aus Stahl ersetzt, errichtet auf denselben Brückenpfeilern. Der Straßenverkehr verlief auf zwei Fahrstreifen auf einer Ebene oberhalb der Fachwerkträger, das Gleis innerhalb darunter.
Ab den 1970er Jahren gab es erste Bestrebungen zur Finanzierung des Baus einer separaten Straßenbrücke, da die zweispurige Keokuk Municipal Bridge den immer weiter zunehmenden Verkehr nicht mehr bewältigen konnte und die Kurve der westlichen Zufahrt für Lastkraftwagen eine Gefahr darstellte. Verhandlungen zwischen den Bundesstaaten Iowa und Illinois dauerten bis Anfang der 1980er Jahre. Nach der Standortsuche durch das Iowa Department of Transportation (Betreiber der neuen Brücke) konnten die Arbeiten an der vierstreifigen Balkenbrücke unmittelbar flussabwärts hinter der Keokuk Municipal Bridge beginnen, die Eröffnung fand am 23. November 1985 statt. Das durchschnittliche tägliche Verkehrsaufkommen lag 2013 bei 12.400 Fahrzeugen.